# 愛・至上主義
| 専門評論家によるレビュー | 専門評論家によるレビュー |
| レビュー・スコア         | レビュー・スコア         |
| 出典                     | 評価                     |
| ------------------------ | ------------------------ |
| Allmusic                 | [ 1 ]                    |

愛・至上主義 (英語: Love, Pain & the Whole Crazy Thing) は、オーストラリア人カントリー歌手キース・アーバンの5枚目のスタジオ・アルバム。アメリカ合衆国において4枚目、キャピトル・ナッシュビルからザ・レンチ時代を含めて5枚目のアルバムである。2006年11月7日にリリースされた。シングルカットされた『Once in a Lifetime 』、『Stupid Boy 』、『I Told You So 』、『Everybody 』の4枚全てが『ビルボード』誌カントリー・チャートのトップ10にランクインした。アメリカレコード協会よりプラチナ2倍認定され、カナダおよびオーストラリアレコード産業協会からもプラチナ認定された。独自でプロデュースした『Tu Compañía 』、『Got It Right This Time 』以外はダン・ハフと共にプロデュースした。

## 詳細
2006年9月2日号の『ビルボード』誌カントリー・チャートにおいて、先行シングル『Once in a Lifetime 』が初登場第17位となり、当時『ビルボード』誌カントリー・シングル・チャートの62年の歴史上、初登場順位が最高となった。ただしこの記録は翌2007年、第16位を獲得したケニー・チェズニーの『Don't Blink 』および第1位を獲得したガース・ブルックスの『More Than a Memory 』によって破られた。『Once in a Lifetime 』は最高順位第6位となった。他のシングルカット曲『Stupid Boy 』は最高第3位、『I Told You So 』は最高第2位、『Everybody 』は最高第5位となり、アーバンのアルバムで初めてシングルが第1位を獲得しなかった。ブルックス&ダンのロニー・ダンと初共演した『Raise the Barn 』は、2005年8月のハリケーン・カトリーナについて作曲された。
『I Can't Stop Loving You 』はレオ・セイヤーの曲のカバーである。『Stupid Boy 』は作曲者のサラ・バクストンが以前にレコーディングしたことがある曲である。

## 収録曲一覧
| #   | タイトル                                                                                                | 作詞・作曲                                                     | 時間 |
| --- | --- | -------------------------------------------------------------- | ---- |
| 1.  | 「ワンス・イン・ア・ライフタイム〜一生に一度の愛だから Once in a Lifetime」                             | ジョン・シャンクス、キース・アーバン                           | 5:54 |
| 2.  | 「Shine」                                                                                               | モンティ・パウエル、アーバン                                   | 5:17 |
| 3.  | 「I Told You So」                                                                                       | アーバン                                                       | 4:27 |
| 4.  | 「I Can't Stop Loving You」                                                                             | ビリー・ニコラス                                               | 4:44 |
| 5.  | 「Won't Let You Down」                                                                                  | アーバン                                                       | 3:20 |
| 6.  | 「Faster Car」                                                                                          | アーバン                                                       | 4:27 |
| 7.  | 「Stupid Boy」                                                                                          | サラ・バクストン、ディーナ・ブライアント、デイヴ・バーグ       | 6:21 |
| 8.  | 「Used to the Pain」                                                                                    | ダレル・ブラウン、アーバン                                     | 3:51 |
| 9.  | 「Raise the Barn」(featuring ロニー・ダン)                                                              | パウエル、アーバン                                             | 5:12 |
| 10. | 「God Made Woman」(コーラス:メトロ・ヴォイスィーズ; ボーイソプラノ: The Choristers of Reigate St. Mary) | ヒラリー・リンジー、ゴーディ・サンプソン、スティーヴ・マケワン | 4:51 |
| 11. | 「Tu Compañía」(バック・ヴォーカル: ヴァネッサ・ミロン、サラ・バクストン)                               | パウエル、アーバン                                             | 4:11 |
| 12. | 「Everybody」                                                                                           | リチャード・マークス、アーバン                                 | 5:33 |
| 13. | 「Got It Right This Time」                                                                              | アーバン                                                       | 3:36 |

| #   | タイトル         | 作詞 | 作曲・編曲 | 時間 |
| --- | ---------------- | ---- | ---------- | ---- |
| 14. | 「Slow Turning」 |      |            | 5:28 |

特記
- 11曲目と13曲目はアーバンが独自でプロデュースし、残り全ての曲はアーバンがダン・ハフと共にプロデュースした。
- 日本盤では『Raise the Barn 』がカットされ、13曲目に『Gotta Let It Go 』が追加された。インターナショナル盤では『Raise the Barn 』がカットされている。

## 演奏者およびスタッフ
ライナーノーツによる関係者を以下に示す(アーバン、キャンベル以外は姓のアルファベット順): 
- キース・アーバン – リード・ヴォーカル、バック・ヴォーカル、リード・ギター、アコースティック・ギター、バンジョー・ギター、イーボウ、スライド・ギター、ピアノ、マンドリン、ブズーキ、パーカッション、パプース、キーボード、ドラム・マシン、ベース・ギター
- ベス・ビーソン – フレンチ・ホルン
- トム・ブコヴァック – リズム・ギター
- ラリー・コーベット – チェロ
- エリック・ダークン – パーカッション
- マーク・ドーシット – テナー・サックス
- ダン・ダグモア – ペダル・スティール・ギター
- ジェリー・フラワーズ – バック・ヴォーカル
- バリー・グリーン – トロンボーン
- マイク・ヘインズ – トランペット
- エリン・ホーナー – フレンチ・ホルン
- ダン・ハフ – リズム・ギター、アコースティック・ギター、パーカッション
- クリス・マクヒュー – ドラム、パーカッション
- ラミ・ジャフィー – ハモンド・オルガン
- ティム・ラウアー – シンセサイザー、アコーディオン、ハーモニアム、パンプ・オルガン、ピアノ
- ダグ・モファット – バリトン・サックス
- モンティ・パウエル – ベース・ギター
- エリック・リグラー – ティン・ホイッスル、イリアン・パイプス
- ジミー・リー・スロアス – ベース・ギター
- デイヴィッド・ストーン – アップライト・ベース
- ラッセル・テレル – バック・ヴォーカル
- ジョイ・ウォランド – フレンチ・ホルン
- ジョナサン・ユドキン – フィドル
- デイヴィッド・キャンベル - 弦楽アレンジ、指揮

全ての弦楽はナッシュビル・ストリング・マシンが演奏した。.

## チャート
| チャート(2006年)                  | 最高 順位 |
| --------------------------------- | --------- |
| オーストラリア (ARIA)             | 5         |
| オーストリア (Ö3 Austria)         | 23        |
| カナダ (Billboard)                | 2         |
| ドイツ (Offizielle Top 100)       | 32        |
| Japanese Albums Chart (Oricon)    | 174       |
| スイス (Schweizer Hitparade)      | 52        |
| UK アルバムズ (OCC)               | 73        |
| US Billboard 200                  | 3         |
| US Top Country Albums (Billboard) | 1         |

### シングル
| 年                                      | 題                   | 最高順位   | 最高順位 | 最高順位 | 最高順位 | 最高順位 | 最高順位 | 最高順位 |
| 年                                      | 題                   | US Country | US       | US AC    | AUS      | CAN      | GER      | UK       |
| --------------------------------------- | -------------------- | ---------- | -------- | -------- | -------- | -------- | -------- | -------- |
| 2006                                    | "Once in a Lifetime" | 6          | 31       | 26       | 18       | —        | 66       | 194      |
| 2007                                    | "en:Stupid Boy"      | 3          | 43       | —        | —        | —        | —        | —        |
| 2007                                    | "I Told You So"      | 2          | 48       | —        | —        | 56       | —        | —        |
| 2007                                    | "Everybody"          | 5          | 64       | —        | —        | 71       | —        | —        |
| "—" denotes releases that did not chart |                      |            |          |          |          |          |          |          |

## 認定
| 国/地域                                             | 認定     | 認定/売上数 |
| --------------------------------------------------- | -------- | ----------- |
| オーストラリア (ARIA)                               | Platinum | 70,000^     |
| カナダ (Music Canada)                               | Platinum | 100,000^    |
| アメリカ合衆国 (RIAA)                               | Platinum | 1,000,000^  |
| * 認定のみに基づく売上数 ^ 認定のみに基づく出荷枚数 |          |             |